# Аболмазово
Аболмазово — деревня в Свердловском районе Орловской области. Входит в состав Никольского сельского поселения. Постоянное население  24 человека (2010).

## География
Деревня расположена по берегам небольшой речушки, возле административных границ с Кромским и Орловским районами.
Уличная сеть представлена двумя объектами: ул. Алмазная и ул. Садовая.
Географическое положение
Расстояние до
районного центра посёлка городского типа Змиёвка: 25 км.
областного центра города Орёл: 29 км.
Ближайшие населённые пункты
Плоское 2 км, Плота 3 км, Малое Рыжково 3 км, Нестерово 3 км, Толубеево 4 км, Кулига 4 км, Заречье 5 км, Ланцевы Дворы 5 км, Лысовка 5 км, Георгиевский 5 км, Большое Рыжково 5 км, Приволье 5 км, Роща 6 км, Отрада 6 км, Малорыбинка 6 км, Ивановский 6 км, Новотроицкий 6 км, Апухтино 6 км, Путимец 6 км, Ржавец 6 км, Зелёная Роща 7 км.

## Население
| 2010 |
| ---- |
| 26   |

## Транспорт
Поселковая дорога на д. Плоское.